# نوروولك
نوروولك (بالإنجليزية: Norwalk, Connecticut)‏ وهي مدينة في مقاطعة فايرفيلد في ولاية كونيتيكت في الولايات المتحدة، تقع جنوب شرق ولاية كونيتيكت، يبلغ عدد سكانها 85603 نسمة وتعتبر سادس أكبر مدينة في ولاية كونيتيكت ويمر في هذه المدينة خط ميترو. كلمة نوروولك مشتقة من نورووايكي وهي غير محددة الآصل وربما أصلها من اللغات الهندية المحلية.

## التركيبة السكانية
حدّد مكتب تعداد الولايات المتحدة بيانات التركيبة السكانية لنوروولك في تعداد الولايات المتحدة. في ما يلي، التركيبة السكانية حسب تعدادي 2000 و2010.

### تعداد عام 2000
بلغ عدد سكان نوروولك 82,951 نسمة بحسب تعداد عام 2000، وبلغ عدد الأسر 32,711 أسرة وعدد العائلات 20,963 عائلة مقيمة في المدينة. في حين سجلت الكثافة السكانية 880.6 نسمة لكل كيلومتر مربع (2,280.7/ميل2). وبلغ عدد الوحدات السكنية 33,753 وحدة بمتوسط كثافة قدره 358.3 لكل كيلومتر مربع (928.0/ميل2).
وتوزع التركيب العرقي للمدينة بنسبة 73.95% من البيض و15.27% من الأمريكيين الأفارقة و0.21% من الأمريكيين الأصليين و3.25% من الأمريكيين ذوي الأصول الآسيوية و0.05% من سكان جزر المحيط الهادئ و4.33% من الأعراق الأخرى و2.95% من عرقين مختلطين أو أكثر و15.63% من الهسبانيون أو اللاتينيون من أي عرق.
بلغ عدد الأسر 32,711 أسرة كانت نسبة 31.6% منها لديها أطفال تحت سن الثامنة عشر تعيش معهم، وبلغت نسبة الأزواج القاطنين مع بعضهم البعض 47.9% من أصل المجموع الكلي للأسر، ونسبة 12.2% من الأسر كان لديها معيلات من الإناث دون وجود شريك،  بينما كانت نسبة 4% من الأسر لديها معيلون من الذكور دون وجود شريكة وكانت نسبة 35.9% من غير العائلات. تألفت نسبة 28.2% من أصل جميع الأسر من عدة أفراد يعيشون في نفس المنزل ونسبة 8.7% كانت تتألف من شخص يعيش بمفرده يبلغ من العمر 65 عاماً أو أكثر. وبلغ متوسط حجم الأسرة المعيشية 2.51، أما متوسط حجم العائلات فبلغ 3.10.
بلغ العمر الوسطي للسكان 36.6 عاماً. وكانت نسبة 22% من القاطنين تحت سن الثامنة عشر، وكانت نسبة 7% بين الثامنة عشر والرابعة والعشرين عاماً، ونسبة 35.3% كانت واقعةً في الفئة العمرية ما بين الخامسة والعشرين والرابعة والأربعين عاماً، ونسبة 22.4% كانت ما بين الخامسة والأربعين والرابعة والستين، ونسبة 12.2% كانت ضمن فئة الخامسة والستين عاماً فما فوق. يوجد لكل 100 أنثى 95.6 ذكر، ويوجد لكل 100 أنثى في الثامنة عشر من عمرها فما فوق 91.8 ذكر.
بلغ متوسط دخل الأسرة في المدينة 59,839 دولارًا، أما متوسط دخل العائلة فبلغ 68,219 دولارًا. وكان متوسط دخل الذكور 46,988 دولارًا مقابل 38,312 دولارًا للإناث. وسجل دخل الفرد الخاص بالمدينة 31,781 دولارًا. وكانت نسبة 5% من العائلات ونسبة 7.2% من السكان تحت خط الفقر، وكان من هؤلاء نسبة 9.9% تحت سن الثامنة عشر ونسبة 6.3% في الخامسة والستين من العمر وما فوق.

### تعداد عام 2010
بلغ عدد سكان نوروولك 85,603 نسمة بحسب تعداد عام 2010، وبلغ عدد الأسر 33,217 أسرة وعدد العائلات 21,156 عائلة مقيمة في المدينة. في حين سجلت الكثافة السكانية 908.7 نسمة لكل كيلومتر مربع (2,353.5/ميل2). وبلغ عدد الوحدات السكنية 35,415 وحدة بمتوسط كثافة قدره 376 لكل كيلومتر مربع (973.8/ميل2).
وتوزع التركيب العرقي للمدينة بنسبة 68.72% من البيض و14.24% من الأمريكيين الأفارقة و0.38% من الأمريكيين الأصليين و4.79% من الأمريكيين ذوي الأصول الآسيوية و0.06% من سكان جزر المحيط الهادئ و8.99% من الأعراق الأخرى و2.82% من عرقين مختلطين أو أكثر و24.26% من الهسبانيون أو اللاتينيون من أي عرق.
بلغ عدد الأسر 33,217 أسرة كانت نسبة 32.1% منها لديها أطفال تحت سن الثامنة عشر تعيش معهم، وبلغت نسبة الأزواج القاطنين مع بعضهم البعض 46.3% من أصل المجموع الكلي للأسر، ونسبة 13% من الأسر كان لديها معيلات من الإناث دون وجود شريك،  بينما كانت نسبة 4.4% من الأسر لديها معيلون من الذكور دون وجود شريكة وكانت نسبة 36.3% من غير العائلات. تألفت نسبة 28.6% من أصل جميع الأسر من عدة أفراد يعيشون في نفس المنزل ونسبة 9.1% كانت تتألف من شخص يعيش بمفرده يبلغ من العمر 65 عاماً أو أكثر. وبلغ متوسط حجم الأسرة المعيشية 2.55، أما متوسط حجم العائلات فبلغ 3.16.
بلغ العمر الوسطي للسكان 38.2 عاماً. وكانت نسبة 22% من القاطنين تحت سن الثامنة عشر، وكانت نسبة 7.3% بين الثامنة عشر والرابعة والعشرين عاماً، ونسبة 31.2% كانت واقعةً في الفئة العمرية ما بين الخامسة والعشرين والرابعة والأربعين عاماً، ونسبة 26.6% كانت ما بين الخامسة والأربعين والرابعة والستين، ونسبة 12.8% كانت ضمن فئة الخامسة والستين عاماً فما فوق. وتوزع التركيب الجنسي للسكان بنسبة 49% ذكور و51% إناث.

## أعلام
- بول راند
- روث شاترتون
- إيلين هيكارت
- جورج سميث
- هوراس سيلفر